# Філіпув-Другий
Філіпув-Другий (пол. Filipów Drugi) — село в Польщі, у гміні Філіпув Сувальського повіту Підляського воєводства.
У 1975-1998 роках село належало до Сувальського воєводства.